# A Pál utcai fiúk helyszínei

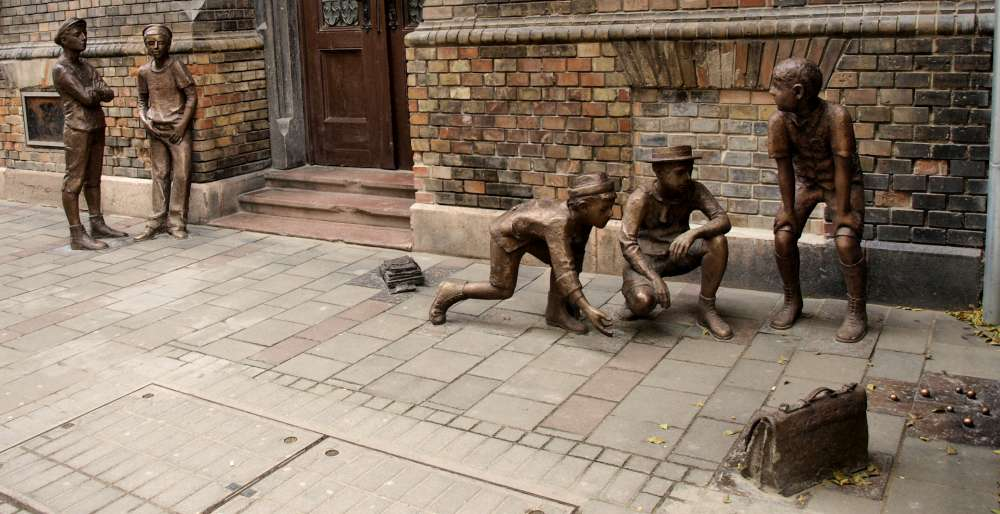
VIII. kerület, Práter utca 11.; a regény „Einstand!” jelenetét ábrázoló szoborcsoport a Práter utcai iskola előtt; Szanyi Péter szobrászművész alkotása (2007)

Jelenet a „Pál utcai fiúk” című filmből (1969)

Molnár Ferenc 1906-ban írt, 1907-ben megjelent regénye, A Pál utcai fiúk a szerző gyermekkorának idején játszódik nagyrészt ma is megtalálható helyszíneken Budapest VIII. és IX. kerületében. A két kerület belváros közeli részei ekkora már beépültek, így a regény születésekor a ma is ismert századfordulós arculatú utcákon játszódik a történet.
A szerző a József körút 83-ban élt gyermekkorában. Ez az Üllői út és a vele párhuzamosan futó Pál utca közé eső néhány épület egyike. Az egykori grund helye alig 80-100 méterre található a szerző gyermekkori lakhelyétől.

## A grund
A regényben szereplő grund – a regény szövegéből kideríthetően – a Józsefvárosban, a mai Pál és Mária utcák sarkán volt: é. sz. 47° 29′ 16″, k. h. 19° 04′ 07″47.487667°N 19.068639°E
Pontos helyét általában a Mária utca - Pál utca sarok északi oldalán álló épülettel azonosítják. Ennek ellentmondani látszik az a tény, hogy a szerző szerint a Pál utcai grund „…palánkja a Pál utca felől húzódott végig. Jobbról-balról két nagy ház határolja”, ami egy saroktelek esetében lehetetlen lenne. A regényben szereplő térképen is látható egy ház a sarkon. Valószínűbbnek látszik tehát, hogy a grund nem a sarkon, hanem egy telekkel beljebb, a mai Pál utca 6. szám alatt álló hosszú épület helyén volt, és hátrafelé állt összeköttetésben egy hasonlóan üres Mária utcai telekkel, amelyen akkoriban a gőzfűrész állt.

## A Füvészkert

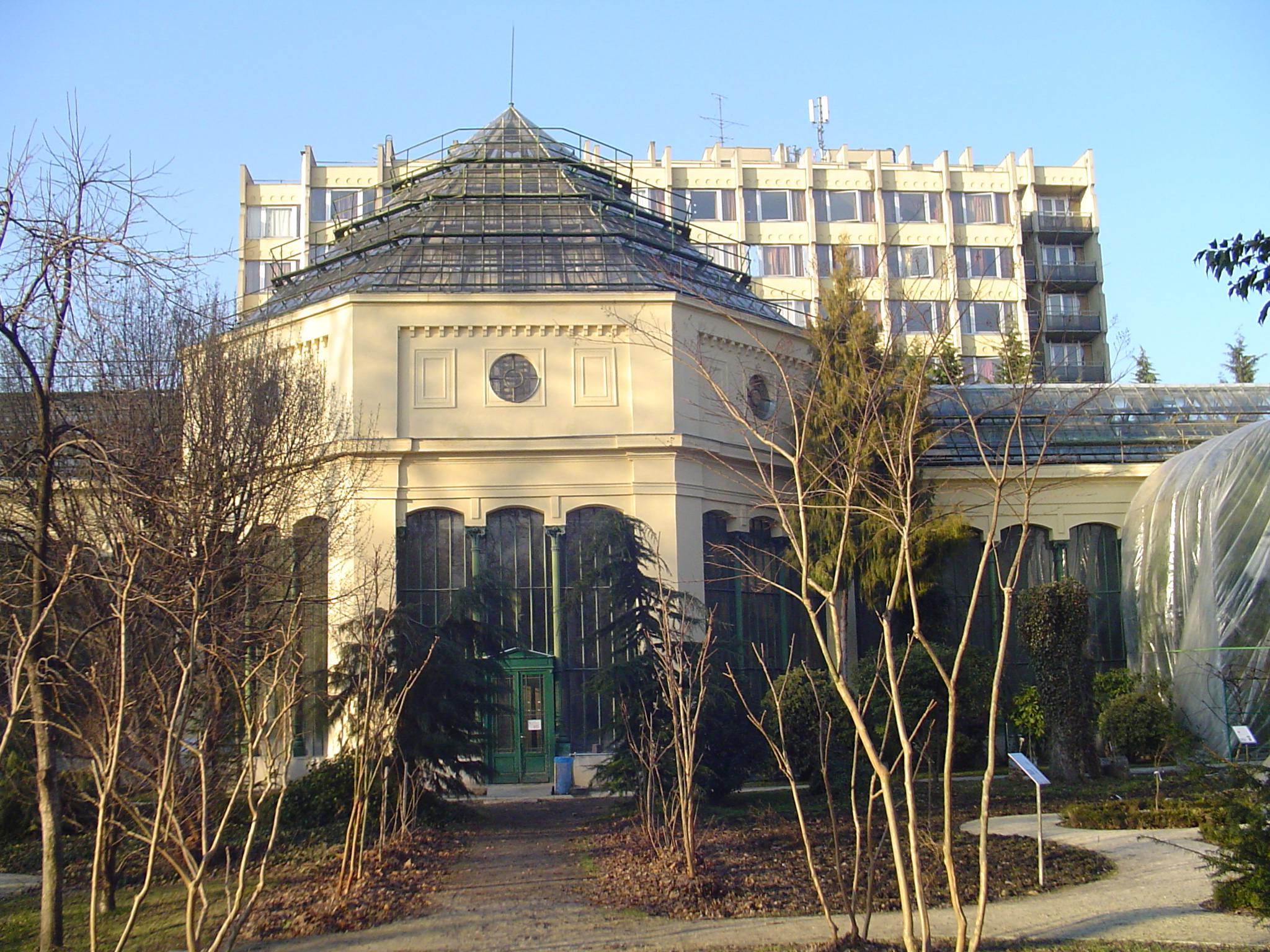
A Pálmaház a mai Füvészkertben

A Füvészkert – mint a korabeli térképeken látható – a Semmelweis Klinikák metróállomástól kifelé kezdődött, és a Szigony utca, Üllői út, Korányi Sándor utca (akkoriban Ludoviceum utca), Illés utca, Tömő utca által határolt, azóta nagyrészt beépített területen volt. Ennek Tömő utca felé eső hátsó traktusában látható a regényben is leírt, szimmetrikus elrendezésű üvegház.
A tó helyszínét Fogarassy Miklós irodalomtörténész azonosította: "Az Üllői úti klinikák közül utolsó, a mai Természettudományi Múzeum felé eső tömböket csak később, a millennium (1896) után építették meg – ezeknek az épületeknek a „telkén” lehetett az a tó, ahol a regény szereplői a Füvészkertben a vörösingeseket kihallgatják."

## További helyszínek

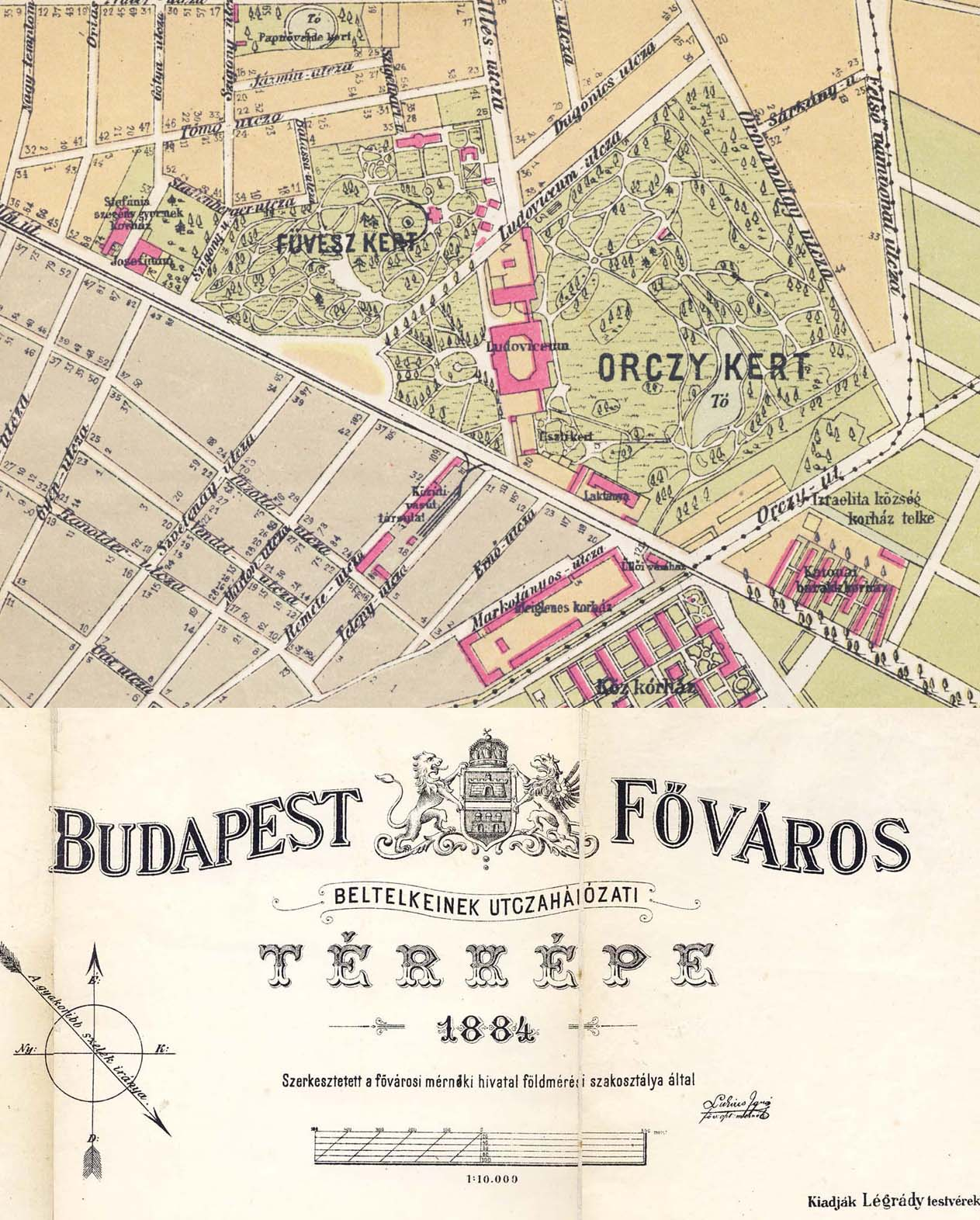
A Magyar Királyi Honvéd Ludovika Akadémia és a Füvészkert korabeli térképe, 1884

Az iskola, amelybe a Pál utcaiak járnak, a Lónyay utca 4-6. szám alatt található téglaburkolatú épület. 1888-ban költözött ide a Református Gimnázium, amelynek a regény cselekményének idején (1889 tavaszán) a szerző maga is diákja volt.
Az első fejezetben említett útvonal, amelyen a gyerekek az iskolából hazafelé tartanak pontosan végigkövethető: a Lónyay utca, Erkel utca (a regényben még Pipa utca), Ráday utca (a regényben még Soroksári utca), Köztelek utca (ennek jobb oldalán állt az a hosszú épület, melyben 1910-ig működött a Ferencvárosi Dohánygyár), Üllői út. Egy sarokkal lejjebb az Üllői út túloldalán már a Mária utca következik. Ezen továbbhaladva, az első sarok a Pál utca.
A Vörösingesek „a józsefvárosi reáliskolába jártak”. Ez az egykori Józsefvárosi Reálgimnázium, a mai Vörösmarty Mihály Gimnázium, melynek épülete a Horánszky (akkoriban Zerge) utca 11 szám alatt áll.
Nemecsekék lakása a Rákos utca 3. szám alatt (ma Hőgyes Endre utca, a Ferencvárosban), az akkoriban a környéket meghatározó alacsony, egészségtelen házak egyikében volt. Boka az ezzel párhuzamosan futó Kinizsi utcában lakott.